# ディミトリオス・ヴィケラス
ディミトリオス・ヴィケラス（デメトリウス・ビケラスとも、ギリシア語: Δημήτριος Βικέλας, Demetrius Vikelas、姓はBikelasとも、1835年2月15日 - 1908年7月20日）は、ギリシャ出身の経営者で、1894年から1896年まで国際オリンピック委員会（IOC）の初代会長を務めた人物。

## 生涯
シロス島のエルムポリで生まれたヴィケラスは、幼少期はしばしば病床に臥していた。病弱だったために飛び飛びにしか教育を受けられなかった。17歳のとき、ロンドンにいる叔父の下で働くために家を出て、最初は簿記係として働き、やがて共同経営者にまでなった。ロンドンにおいて、ヴィケラスは駐英ギリシャ大使の息子だったハリラオス・トリクピス（後のギリシャ首相）の友人にもなった。
ピエール・ド・クーベルタンが1894年にパリで国際会議を催し、ここで近代オリンピック運動が創設されたが、このときヴィケラスはパン＝ヘレニック・ジムナスティック・クラブの代表者として出席していた。
元々、1900年にパリで近代オリンピック最初の式典を開催するというのがクーベルタンの考えであったが、ヴィケラスはクーベルタンと新設されたIOCに対して、最初の式典はアテネで開催するべきだと説得した。当時のIOC憲章では、会長は次回開催地のある国の人物から選ばれなければならなかったため、ヴィケラスは初代のIOC会長となった。
1896年に初めて開催された夏季オリンピックは成功に終わったが、その後ヴィケラスはIOCを退会し、別の分野へと興味を変えた。
73歳のとき、アテネで死去した。
| その他の役職  | その他の役職                                 | その他の役職                    |
| ------------- | -------------------------------------------- | ------------------------------- |
| 先代 （創設） | 国際オリンピック委員会会長 初代：1894 - 1896 | 次代 ピエール・ド・クーベルタン |